# دلير مهندي

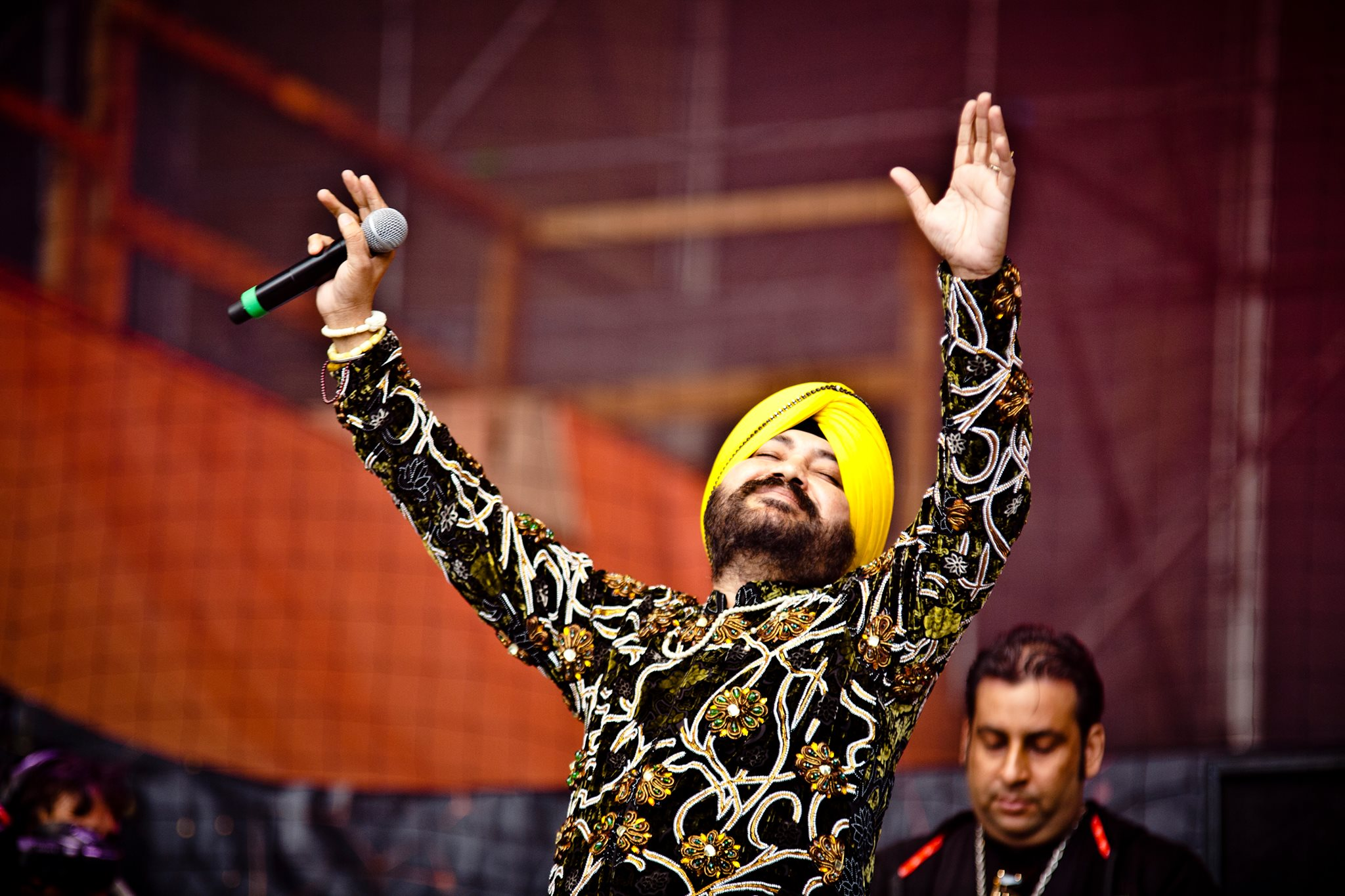
دلير مهندي في حفل في مدريد في إسبانيا

دلير سينغ مهندي (بالإنجليزية: Daler Singh Mehndi)‏ هو مغني هندي ولد في يوم 18 أغسطس 1967 في مدينة باتنا في ولاية بهار في الهند، يعتبر من أشهر المغنيين الهنود، أغانيه نالت شهرة كبيرة في الهند وحتى خارج الهند، أشتهر بأغنيتي tukka و ال balle 

## روابط خارجية
- دلير مهندي على موقع IMDb (الإنجليزية)
- دلير مهندي على موقع ميوزك برينز (الإنجليزية)
- دلير مهندي على موقع ديسكوغز (الإنجليزية)
- دلير مهندي على موقع قاعدة بيانات الفيلم (الإنجليزية)